# Arroz negro (variedad)

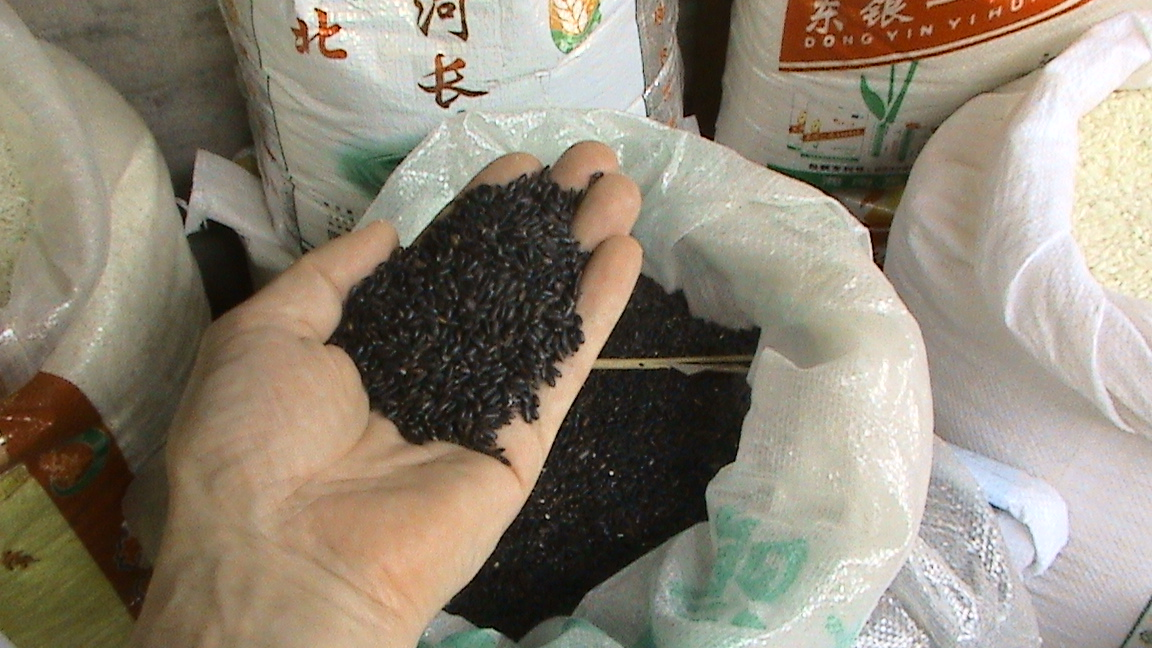
Arroz negro.

El arroz negro es de origen chino y su consumo estaba reservado a la nobleza.
En la actualidad se cultiva en diversos países como Indonesia, en la región de Inakadate en Japón, en Italia, Malasia, Vietnam, en Cuba, Estados Unidos o recientemente producido en Costa Rica. 
Tiene un alto valor nutritivo y su gusto recuerda el de las avellanas y el pan caliente. Es rico en hierro y en fibra. Su color violeta oscuro se debe principalmente a la elevada presencia de antocianina. Su contenido mineral (incluyendo el hierro) es relativamente alto y, como la mayoría de los arroces, contiene varios aminoácidos importantes.